# Graskruid (sneltramhalte)
Graskruid is een sneltramhalte van de Rotterdamse metro in de Rotterdamse wijk Ommoord.
De halte werd geopend op 28 mei 1983 met de ingebruikname van de sneltramtak van de toenmalige Oost-Westlijn van Capelsebrug naar Binnenhof. Sinds 19 april 1984 is Graskruid een splitsingsstation voor lijn A naar Binnenhof en lijn B richting Zevenkamp, die sinds 2005 doorrijdt tot Nesselande. Men kan bij halte Graskruid ook overstappen op stadsbuslijn 35.
De metro's die hier komen hebben als eindbestemming Schiedam Centrum/Vlaardingen West en Binnenhof (lijn A) en Steendijkpolder/Hoek van Holland Strand en Nesselande (lijn B). 's Avonds rijdt metrolijn A niet verder dan Kralingse Zoom en de laatste metro's rijden niet verder dan station Rotterdam Alexander (richting Schiedam Centrum).
De halte heeft een eilandperron en ligt direct ten oosten van de Prins Alexanderlaan, tussen de Grassenbuurt en de Kruidenbuurt. In 2005 werd het station gemoderniseerd en kreeg het de nieuwe huisstijl die op alle metrostations van de RET te zien is. Omdat het een relatief kleine halte van het sneltramtraject is, is het perron niet afgesloten met tourniquets, zoals dat wel het geval is de grotere halte bij station Rotterdam Alexander.

## Incidenten
- Op 13 mei 2012 werd een 16-jarige jongen mishandeld en beroofd op het station. Twee verdachten van vijftien en zestien jaar werden kort daarop aangehouden.[2]
- In januari 2010 is een 52-jarige man aangehouden op het metrostation, nadat hij iemand had mishandeld op metrostation Nieuw Verlaat.[3]
- Op 22 februari 2006 is een 46-jarige man gewond geraakt, nadat een metro nabij station Graskruid met een fles bekogeld werd. De politie heeft zeven jongeren aangehouden, waarvan een deel minderjarig.[4]

Binnenhof · Romeynshof · Graskruid · Alexander  · Oosterflank · Prinsenlaan · Schenkel · Capelsebrug · Kralingse Zoom · Voorschoterlaan · Gerdesiaweg · Oostplein · Blaak  · Beurs · Eendrachtsplein · Dijkzigt · Coolhaven · Delfshaven · Marconiplein · Schiedam Centrum  · Schiedam Nieuwland · Vlaardingen Oost · Vlaardingen Centrum · Vlaardingen West
Nesselande · De Tochten · Ambachtsland · Nieuw Verlaat · Hesseplaats · Graskruid · Alexander  · Oosterflank · Prinsenlaan · Schenkel · Capelsebrug · Kralingse Zoom · Voorschoterlaan · Gerdesiaweg · Oostplein · Blaak  · Beurs · Eendrachtsplein · Dijkzigt · Coolhaven · Delfshaven · Marconiplein · Schiedam Centrum  · Schiedam Nieuwland · Vlaardingen Oost · Vlaardingen Centrum · Vlaardingen West · Maassluis Centrum · Maassluis West · Steendijkpolder · Hoek van Holland Haven · Hoek van Holland Strand